# All for Science
All for Science é um filme dramático norte-americano de 1913, dirigido por Anthony O'Sullivan.

## Elenco
- Reggie Morris
- Harry Carey
- Joseph McDermott
- Lionel Barrymore
- Claire McDowell
- Charles West